# Helga Seidler
Helga Seidler (República Democrática Alemana, 5 de agosto de 1949) es una atleta alemana retirada, especializada en la prueba de 4x400 m en la que llegó a ser campeona olímpica en 1972.

## Carrera deportiva
En los JJ. OO. de Múnich 1972 ganó la medalla de oro en los relevos 4x400 metros, con un tiempo de 3:22.95 segundos, llegando a meta por delante de Estados Unidos (plata) y Alemania Occoidental (bronce), siendo sus compañeras de equipo: Rita Kühne, Dagmar Käsling y Monika Zehrt.